# Boca Juniors de Cali
Club Atlético Boca Juniors de Cali ist ein Fußballverein aus der kolumbianischen Stadt Cali, der von 1937 bis 1957 existierte, seit 1987 als Fußballschule besteht und 2019 neu gegründet wurde.

## Geschichte

### Geschichte 1937 bis 1957
Boca Juniors de Cali wurde 1937 gegründet und nahm erstmals 1949 an der ersten kolumbianischen Fußballliga teil. Die Vereinsfarben und das Trikot waren die gleichen Farben des argentinischen Vereins Boca Juniors.
Boca Juniors de Cali war eines der wichtigsten Teams während der sogenannten goldenen Zeit des kolumbianischen Fußballs von 1949 bis 1953. Der Verein erreichte zwei Mal den zweiten Platz in der kolumbianischen Liga und konnte die ersten zwei Austragungen des Pokalwettbewerbs gewinnen. 
Der Verein wurde 1957 aufgelöst, da die wirtschaftliche Situation wie bei vielen kolumbianischen Vereinen dieses Jahrzehnts nach dem Ende der goldenen Zeit schwierig war. 

### Fußballschule
Boca Juniors de Cali wurde 1987 als eine Fußballschule neu gegründet. Der Leiter, Hernando Ángel, ist außerdem Besitzer der Vereine Deportes Quindío und Universitario Popayán. Der Hauptsitz der Schule ist in Cali. Sie hat aber auch Filialen in Palmira, Buenaventura und Puerto Tejada. Die Jugendmannschaften spielen in den höchsten regionalen Ligen, und eine Amateurmannschaft nimmt an regionalen Turnieren im Valle del Cauca teil.

### Rückkehr in den Profifußball
Im März 2019 wurde bekannt gegeben, dass Universitario Popayán ab Juli 2019 nach Cali umzieht und dort als Boca Juniors de Cali in den Profifußball zurückkehrt.

## Stadion
Boca Juniors de Cali trägt seine Heimspiele im Estadio Olímpico Pascual Guerrero aus, das eine Kapazität von ungefähr 33.130 Zuschauern hat.

## Erfolge
- Pokal von Kolumbien: 1950/51 und 1951/52
- Vizemeister von Kolumbien: 1951 und 1952

## Sportlicher Verlauf
| Saisondaten von 1949 bis 1957 | Saisondaten von 1949 bis 1957 | Saisondaten von 1949 bis 1957 | Saisondaten von 1949 bis 1957 |
| Spielzeit                     | Liga                          | Platz                         |                               |
| ----------------------------- | ----------------------------- | ----------------------------- | ----------------------------- |
| 1949                          | I                             | 8.                            |                               |
| 1950                          | I                             | 7.                            |                               |
| 1951                          | I                             | 2.                            |                               |
| 1952                          | I                             | 2.                            |                               |
| 1953                          | I                             | 3.                            |                               |
| 1954                          | I                             | 6.                            |                               |
| 1955                          | I                             | 5.                            |                               |
| 1956                          | I                             | 3.                            |                               |
| 1957                          | I                             | 6.                            |                               |

## Persönlichkeiten

### Trainerhistorie
| - Alejandro Guerrero (2019–) |

### Ehemalige Spieler
| - Ángel Berni - Roberto Rolando - Porfirio Rolón |